# Chansons fleuves
Albums de Dick Annegarn
Ullegarra
(1990) InéDick
(1992)
Chansons fleuves est un album de Dick Annegarn sorti en 1990 (enregistré en septembre et octobre de cette année). Ce disque sera intégré par Tôt ou tard au triple CD Années Nocturnes.
L'album tire son titre de l'une des chansons, qui dure dix minutes (plusieurs autres chansons durent autour de huit minutes) et du thème de l'eau, rivière ou mer, qui traverse tout l'album.
Toutes les chansons sont écrites et composées par Dick Annegarn, sauf "L'éclusier", une chanson de Jacques Brel.

## Liste des titres
| No | Titre               | Durée |
| -- | ------------------- | ----- |
| 1. | Quelle belle vallée | 3:46  |
| 2. | Le saule            | 4:00  |
| 3. | Gilgamesh           | 8:45  |
| 4. | Maison rose         | 5:18  |
| 5. | Oiseau              | 7:53  |
| 6. | Pangée              | 8:33  |
| 7. | Alain               | 4:22  |
| 8. | Chanson fleuve      | 10:20 |
| 9. | L'Éclusier          | 4:54  |

## Musiciens
- Dick Annegarn : chant, guitares, harmonica, piano, accordéon, synthétiseurs
- Jean Avocat : saxophone alto, soprano, ténor
- Vincent Charles : batterie, percussions
- Matthieu Dalle : contrebasse, chœurs
- Pierre Moreau : chœurs
- Abel Sarraute : chœurs

et
- Richard Galliano : accordéon (piste 2)
- Bernard Fellous : derbouka (piste 3)
- Alain Hatot, Éric Giausserand, Jacques Bolognesi : cuivres (piste 1)
- Thierry Durel, Patrick Artéro, Bernard Pépin : cuivres (piste 8)